# Vloedgraaf (Geleenbeek)

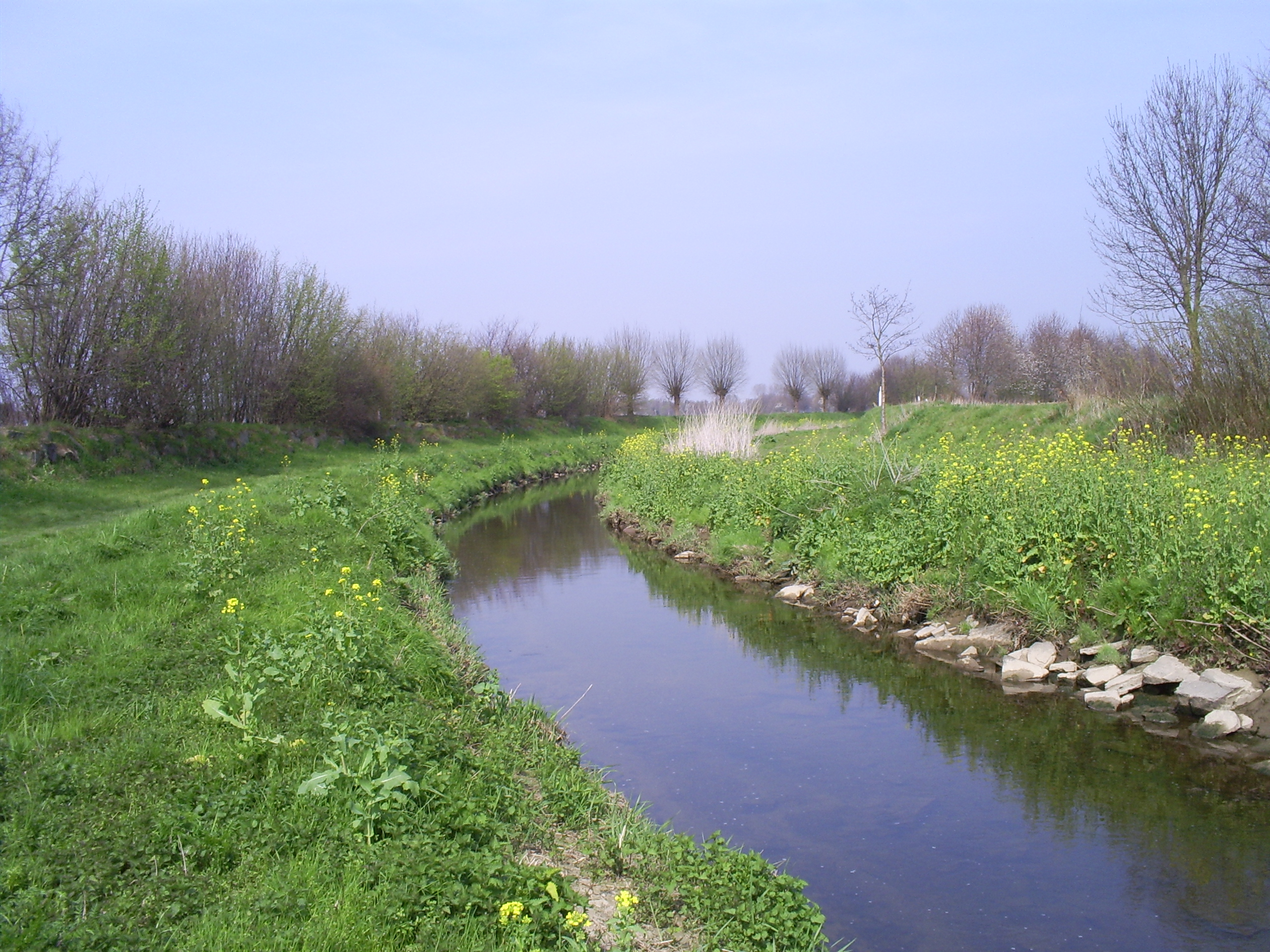
De Vloedgraaf bij Nieuwstadt

De Vloedgraaf is een deel van de Geleenbeek die uitmondt in Susteren. Ze is grotendeels gegraven om de afwatering van het landbouwgebied te verbeteren en de Roode Beek en Geleenbeek te ontlasten. In eerste instantie was dit een lange rechte beek, die op sommige plaatsen zelfs was betegeld. Het waterschap heeft de beek in 1992 hergraven, om het een meer natuurlijk karakter te geven, door het meer door het landschap te laten slingeren.